# 島根県道51号出雲奥出雲線
島根県道51号出雲奥出雲線（しまねけんどう51ごう いずもおくいずもせん）は、島根県出雲市から仁多郡奥出雲町に至る県道（主要地方道）である。

## 概要
出雲市朝山町から仁多郡奥出雲町三沢（みざわ）に至る。

### 路線データ
- 起点：出雲市朝山町（朝山町交差点、国道184号交点）
- 終点：仁多郡奥出雲町三沢（国道432号交点）
- 通行不能区間：雲南市三刀屋町神代 - 雲南市吉田町川手間

## 歴史
- 1958年（昭和33年）6月13日 - 島根県告示第525号により一般県道として認定される。
- 1972年（昭和47年） - 県道番号再編（固定番号設定）により島根県道158号出雲仁多線になる。
- 1993年（平成5年）5月11日 - 建設省から、県道出雲仁多線が出雲仁多線として主要地方道に再指定される[1]。
- 1994年（平成6年） - 県道番号変更により島根県道51号出雲仁多線になる。
- 2004年（平成16年）11月1日 - 飯石郡の掛合町・三刀屋町・吉田村・大原郡の全3町（加茂町・木次町・大東町）が対等合併して雲南市が成立する。
- 2005年（平成17年）3月31日 - 仁多郡の全2町（仁多町・横田町）が対等合併して仁多郡奥出雲町が成立したことに伴い終点の地名表記が変更される（仁多郡仁多町三沢→仁多郡奥出雲町三沢）。
- 2006年（平成18年）3月31日 - 島根県告示第363号により現行の路線名称に変更される。

## 路線状況

### 重複区間
- 国道54号（雲南市三刀屋町乙加宮）
- 島根県道176号掛合大東線（雲南市三刀屋町中野）
- 島根県道272号吉田三刀屋線（雲南市三刀屋町中野 - 雲南市三刀屋町六重）
- 飯石ふれあい農道（雲南市三刀屋町中野 - 雲南市三刀屋町神代）
- 国道314号（雲南市吉田町川手 - 雲南市木次町平田）

### 道路施設

#### トンネル
- 粟原トンネル：延長263 m、1969年（昭和44年）竣工、雲南市（国道54号重複区間内）
- 三谷トンネル：延長540 m、1984年（昭和59年）竣工、雲南市（国道314号重複区間内）
- 深野トンネル：延長415 m、1984年（昭和59年）竣工、雲南市（国道314号重複区間内）
- 土井トンネル：延長215 m、1986年（昭和61年）竣工、雲南市（国道314号重複区間内）
- 平田トンネル：延長351 m、1981年（昭和56年）竣工、雲南市（国道314号重複区間内）
- 尾原トンネル：延長468 m、1991年（平成3年）竣工、雲南市（国道314号重複区間内）

## 地理

### 通過する自治体
- 出雲市
- 雲南市
- 仁多郡奥出雲町

### 交差する道路
| 交差する道路                                                                | 市町村名 | 市町村名 | 交差する場所       | 交差する場所        |
| --------------------------------------------------------------------------- | -------- | -------- | ------------------ | ------------------- |
| 国道184号                                                                   | 出雲市   | 出雲市   | 朝山町             | 朝山町交差点 / 起点 |
| 島根県道271号稗原木次線                                                     | 出雲市   | 出雲市   | 稗原町             |                     |
| 国道54号 重複区間起点                                                       | 雲南市   | 雲南市   | 三刀屋町乙加宮（） |                     |
| 島根県道185号三刀屋佐田線                                                   | 雲南市   | 雲南市   | 三刀屋町乙加宮     | 鍋山交差点          |
| 国道54号 重複区間終点                                                       | 雲南市   | 雲南市   | 三刀屋町乙加宮     |                     |
| 島根県道176号掛合大東線 重複区間起点 島根県道272号吉田三刀屋線 重複区間起点 | 雲南市   | 雲南市   | 三刀屋町中野       |                     |
| 島根県道176号掛合大東線 重複区間終点                                        | 雲南市   | 雲南市   | 三刀屋町中野       |                     |
| 飯石ふれあい農道 重複区間起点                                               | 雲南市   | 雲南市   | 三刀屋町中野       |                     |
| 島根県道272号吉田三刀屋線 重複区間終点                                      | 雲南市   | 雲南市   | 三刀屋町六重（）   |                     |
| 飯石ふれあい農道 重複区間終点                                               | 雲南市   | 雲南市   | 三刀屋町神代       |                     |
| 通行不能区間                                                                |          |          |                    |                     |
| 国道314号 重複区間起点                                                      | 雲南市   | 雲南市   | 吉田町川手         |                     |
| 国道314号 重複区間終点                                                      | 雲南市   | 雲南市   | 木次町平田         |                     |
| 島根県道269号吉田奥出雲線                                                   | 仁多郡   | 奥出雲町 | 河内（）           |                     |
| 国道432号                                                                   | 仁多郡   | 奥出雲町 | 三沢（）           | 終点                |

### 沿線
- 出雲市立出雲南中学校
- 出雲市立稗原小学校
- 出雲中野郵便局
- 雲南市役所 田井出張所
- 阿井川ダム
- 斐伊川
- 出雲湯村温泉
- 湯村パーキングエリア
- 田井郵便局
- 雲南市立田井小学校
- 温泉郵便局